# Hai Phong
Hải Phòng er en by i det nordlige Vietnam, der med et indbyggertal på cirka 1.884.000 er landets tredjestørste by. Byen ligger ved den Røde Flods udmunding, på kysten til Tonkin-bugten.
Hai Phong fungerer som havneby for det meste af Nordvietnam, inklusive landets hovedstad Hanoi. Udover at være en havneby findes der også gode transportforbindelser med fly, jernbane og bus til en række af Vietnams øvrige byer som Hue og Ho Chi Minh City.
Hai Phong har lufthavnen Cat Bi International Airport placeret i den sydlige del af byen.

20°51′N 106°41′Ø / 20.850°N 106.683°Ø
- Wikimedia Commons har flere filer relateret til Hai Phong